# エフエム佐賀
株式会社エフエム佐賀（エフエムさが、英: FM SAGA CO., LTD.）は、佐賀県を放送対象地域とする超短波放送（FMラジオ放送）事業を行っている特定地上基幹放送事業者である。
コールサインはJONV-FM。通常表記（通称）はFM佐賀。JFN系列。FMQリーグにも加盟している。
過去に「MAGIC 9」（マジック・ナイン）・「PURE RADIO」（ピュア・レディオ）のステーションネームを使用していた。現在の名称である「FMS」（エフエムエス）は「FM Saga」（エフエムサガ）の頭文字と「Friendly Media of Saga」（フレンドリー・メディア・オブ・サガ）のダブル・ミーニングである。

## 概要
佐賀県では、長年長崎放送（長崎市）がNBCラジオ佐賀として県域放送を行っているが、純粋に佐賀県のみを放送対象地域とする民放ラジオ局は当局が初めてである。
佐賀県は、隣接県の民放FM局の聴取が容易なため1990年まで周波数の割当てがなかったが、民放テレビの追加開局予定がなかったことから、割当てからわずか1年のスピードで予備免許が交付された。開局に際しては独立局ではなくJFNに加盟した。これは番組編成で有利なためである。
開局当初から24時間放送を行っていなかったが、2000年11月1日から月曜日 1:00（日曜25:00） - 6:00のメンテナンスタイムを除き、24時間放送をしている。最近は、メンテナンス中では停波はせずに、無音（無変調）状態である。
インターネット配信は、2011年よりLISMO WAVEとドコデモFMにて行っていた（いずれも配信サービスは終了）。radikoでは2020年4月15日より配信を開始している。

当局含めたJFN系列38局はACジャパン（旧・公共広告機構）の正会員企業の一つである。

## 事業所
- 本社 - 〒840-0023 佐賀県佐賀市本庄町袋286-5 サガンスクエアビル
- 東京支社 - 〒102-0083 東京都千代田区麹町1-8 JFNセンター8F
- 福岡支社 - 〒810-0005 福岡県福岡市中央区清川1丁目9-19 渡辺通南ビル5F（エフエム福岡本社）、現在閉鎖。

## 周波数・出力
| 親局   | 周波数  | 空中線電力 | 所在地                    | 備考                                                        |
| ------ | ------- | ---------- | ------------------------- | ----------------------------------------------------------- |
| 佐賀   | 77.9MHz | 500W       | 唐津市相知町平山上 八幡岳 | 伊万里テレビジョン中継局併設。 鉄塔と局舎はサガテレビと兼用 |
| 中継局 | 周波数  | 空中線電力 | 所在地                    | 備考                                                        |
| 有田   | 79.9MHz | 1W         | 蓮花石山                  | 肥前有田テレビジョン中継局併設                              |
| 鳥栖   | 79.7MHz | 20W        | 九千部山                  | サガテレビ親局併設                                          |

## 放送日時
- 平日　月曜日のみ6時開始、他は4時を起点として24時間放送
- 土曜日　5時起点24時間放送
- 日曜日　5時起点～25時（月曜日1時）終了

## 資本構成
企業・団体の名称、個人の肩書は当時のもの。出典：

### 2015年3月31日
| 資本金      | 発行済株式総数 | 株主数 |
| ----------- | -------------- | ------ |
| 2億8000万円 | 2,800株        | 66     |

| 株主       | 株式数 | 比率   |
| ---------- | ------ | ------ |
| 佐賀新聞社 | 300株  | 10.71% |
| サガテレビ | 280株  | 10.00% |
| 佐賀銀行   | 120株  | 04.28% |
| 松尾建設   | 120株  | 04.28% |
| 三愛石油   | 120株  | 04.28% |

## 沿革
- 1990年（平成2年）9月 - 佐賀県に周波数割当て。
- 1991年（平成3年）
  - 4月26日 - 放送局予備免許交付。
  - 5月27日 - 株式会社エフエム佐賀設立。
- 1992年（平成4年）4月1日 - 全国37番目（FM徳島、FM高知と同日）に開局。
- 1995年（平成7年）4月1日 - 文字多重放送（見えるラジオ）開始。コールサインはJONV-FCM。
- 2000年（平成12年）
  - 7月1日 - 鳥栖中継局が開局[注 4]。
  - 11月1日 - この日の夜より24時間放送を開始[注 5]。
- 2011年（平成23年）
  - 1月26日 - LISMO WAVEによる配信を全国FM連合加盟各局と同時に開始。（2019年（令和元年）9月30日をもって終了）
  - 12月5日 - ドコデモFMによる配信をJFN加盟各局と同時に開始。（2021年（令和3年）2月28日をもって終了）
- 2014年（平成26年）3月31日 - 文字多重放送廃止。
- 2020年（令和2年）4月15日 - 同日正午よりIPサイマルラジオ「radiko」（通常版）ならびに「radikoプレミアム・エリアフリー」（有料会員制、全国で聴取可能）共に配信を開始。
- 2022年（令和4年）4月1日 - 開局30周年。

## スタジオ
現在
- エフエム佐賀本社（佐賀市本庄町）
  - 第1スタジオ - 主に生放送で使用されている。
  - 第2スタジオ - 主に収録で使用されている。

過去
- 玉屋サテライトスタジオ（佐賀市中の小路）
- イオンショッピングタウン大和サテライトスタジオ（佐賀市大和町）

## 番組

### 現在
2025年6月時点。番組の詳細は、公式サイトのタイムテーブルあるいはプログラムを参照。
自社制作番組
- Gat's Morning!（平日 7:30 - 10:00、YUYA 【月・火】、徳丸英器【水】、サトユミ☆【木・金】）
- CHANGE（平日 16:00 - 18:55、飯地紀美子【月】、田代奈々【火】、椎木樹人【水】、柿本里那【木】、コガ☆アキ・内山敬太（ケイタク）【金】）*2024年3月までは原和正が金曜を担当していた。
- 19BOX 〜あの日の忘れもの〜（月曜：15:00 - 15:55、土曜：8:00 - 8:55に再放送、北村尚志）
- レッツ!ビートルズ on Radio（木曜：20:30 - 20:55、ヘネシー吉川・北川健太・諸岡彩）*2019年4月12日スタート。2021年3月25日までは第2・第4木曜の放送だった（放送しない週はJFNC制作の『FAMILY DISCO』をネットしていた）。
- 「Music is Love」by shinoe music（金曜：12:00 - 12:30、shinoe）*2022年8月12日スタート[6]。
- 藤咲まりなの週末は、さがけいば!（第2、第4金曜：12:55 - 13:00、藤咲まりな・井上瑠香）*2023年5月12日スタート[7]。
- ちとせよしののよしのんうぇ～ぶ（金曜：15:55 - 16:00)
- FRIDAY NIGHT Talkin' Radio（金曜：19:00 - 19:55、木原慶吾）*2008年4月スタート。
- Look Back Goodies（土曜：18:00 - 18:55、江越哲也）
- 月刊るあじお（最終日曜：18:00 - 18:30、LUA）*2024年1月28日スタート[8][9]。

- ローカルニュースは、平日17:55と18:55・土曜18:55に佐賀新聞ニュースを放送。全国ニュースは一部を「FM佐賀ニュース」にタイトルを変えた上で、JFNニュースを放送していたが、2025年5月31日をもって木曜19:55の枠を除き終了。終了した枠は翌日から『FMS MONTHLY LOOP』または『FMS HYPER PLAY』と題した推薦音楽番組を編成している[注 6]。
  - それ以前には、産経新聞ニュースが放送されていた（開局当時）[注 7]。

音楽フィラー番組
2025年5月限りでJFNC制作のB1プログラム番組のほとんどを打ち切り、翌6月よりノンストップで音楽を放送する下記番組を開始している。
| 番組タイトル       | 月曜 | 火曜 | 水曜 | 木曜 | 金曜                                                                              | 土曜                                                                            | 日曜                                                                          |             |
| ------------------ | --- | --- | --- | --- | --------------------------------------------------------------------------------- | ------------------------------------------------------------------------------- | ----------------------------------------------------------------------------- | ----------- |
| MUSIC ASSORT       | 0:00 - 1:00 6:00 - 6:55 10:00 - 10:20 10:30 - 10:43 11:30 - 11:55 13:30 - 13:55 14:00 - 14:15 14:20 - 14:55 21:00 - 21:55 | 6:00 - 6:55 10:00 - 10:20 10:30 - 10:43 11:30 - 11:55 13:30 - 13:55 14:00 - 14:15 14:20 - 14:55 21:00 - 21:55 | 6:00 - 6:55 10:00 - 10:20 10:30 - 10:43 11:30 - 11:55 13:30 - 13:55 14:00 - 14:15 14:20 - 14:55 21:00 - 21:55 | 6:00 - 6:55 10:00 - 10:20 10:30 - 10:43 11:30 - 11:55 13:30 - 13:55 14:00 - 14:15 14:20 - 14:55 21:00 - 21:55 | 6:00 - 6:55 10:00 - 10:55 11:40 - 11:55 12:30 - 12:55 13:30 - 13:55 14:00 - 14:55 | 7:00 - 8:00 9:00 - 9:55 11:00 - 11:55 12:00 - 12:55 19:00 - 19:30 19:45 - 19:55 | 0:00 - 0:55 6:00 - 7:30 9:00 - 9:15 18:30 - 18:55 19:00 - 19:55 22:00 - 22:55 |             |
| FAVORITE TIME      | 12:00 - 12:55 | 12:00 - 12:55                                                                                                 | 12:00 - 12:55                                                                                                 | 12:00 - 12:55                                                                                                 | 放送無し                                                                          | 放送無し                                                                        | 放送無し                                                                      |             |
| FM名曲コレクション | 20:00 - 20:55 | 15:00 - 15:55 20:00 - 20:55                                                                                   | 15:00 - 15:55                                                                                                 | 15:00 - 15:55                                                                                                 | 15:00 - 15:55 20:00 - 20:55                                                       | 6:00 - 6:55 20:00 - 20:55 21:00 - 21:55                                         | 20:00 - 20:55 21:00 - 21:55                                                   |             |
| CLOSE UP ARTIST    | 放送無し | 放送無し | 放送無し | 放送無し | 放送無し                                                                          | 放送無し                                                                        | 8:00 - 8:30 18:00 - 18:30                                                     |             |
| FREE               | 放送無し | 1:00 - 6:00                                                                                                   | 1:00 - 6:00                                                                                                   | 1:00 - 6:00                                                                                                   | 1:00 - 6:00                                                                       | 3:00 - 6:00                                                                     | 1:00 - 6:00                                                                   | 1:00 - 6:00 |

### 終了
自社制作番組
平日朝
- おはよう9ステーション（月 - 金：7:30 - 9:00）
- Morning Spec.（月 - 金：7:30 - 9:00）

平日昼頃
- glocal factory（金：11:30 - 11:55、村上隆二）
- ゲツ→モク（月 - 木：11:30 - 12:55、村上隆二・田坂朋子【月・火】、八島史子【水・木】） 2007年7月 - 2008年3月
- エトセトらじお（金：13:00 - 14:55、奥田圭）
- -Friday Afternoon-Talkin' Radio（金 13:30 - 14:55、木原慶吾）? - 2008年3月
- 昼から!のばなしラジオ（月 - 木：11:30 - 12:55、ヒーマン・豊永香代【月・火】、井原由湖・マッチョ【水・木】 ）? - 2009年3月
- ぎゅぎゅっと かしま（火：12:00 - 12:55、田中孝枝・吉峯波美子）2011年5月 - 2012年3月
- いまドキ伊万里（金：12:00 - 12:55、藤洋輔・小松久里子）2011年2月 - 2012年3月、（藤満香・力武杏奈） 2012年11月 - 2013年3月
- はっぴーライフマガジン（金：15:00 - 15:55、eguP、Fucchie）
- oh! My 大町（金：12:00 - 12:30、東條智子）2012年5月 - 2013年3月
- うまか王国 佐賀 city（火：12:00 - 12:30、坂井千夏ほか）2012年5月 - 2014年3月
- ハツラツ!唐津（木：13:30 - 14:00、清家美和・山下貴生）2013年5月 - 2014年3月
- 週末はざっくばらん（金：11:30 - 11:55、飯地紀美子）
- Hello! 多久（月：12:00 - 12:55）2010年8月 -?
- MY DEAR 神埼（水：12:00 - 12:25、おのくみこ）2010年4月 -?
- I ♥ OGI（木：12:00 - 12:55）2009年10月 -?
- 有田まるごとラジオ!!（金：12:00 - 12:30、長山るみ）
- 市村清からのメッセージ ～いま心に刻む13の言葉～（火：15:55 - 16:00）2021年1月- 3月。13回連続。再放送は日 10:55 - 11:00
- 市村清と13人の賢者たち（火曜:：15:55 - 16:00、再放送 日曜：10:55 - 11:00、痛風亭本物）*2022年1月 - 3月。
- 市村清 13のキセキ（火曜：15:55 - 16:00）*2023年1月 - 3月。13回連続。再放送 日曜：10:55 - 11:00。
- 市村清 ふるさと佐賀の足跡（火曜：15:55 - 16:00）*2024年1月 - 3月。再放送 日曜：10:55 - 11:00。
- 市村清 人柄に迫る13のエピソード（火曜：15:55 - 16:00）*2025年1月 - 3月。13回連続。再放送 日曜：10:55 - 11:00[11]
- さがのど!まんなか 大町町 いぃ住（金：11:40 - 11:55、中山直美）*2023年10月20日スタート。
- わたしたちの! さがけーば学校!（金：12:55 - 13:00、藤崎まりな[12]・花城玲奈[13]）*2022年5月、6月限定。パーソナリティは、いずれも九州発アイドルHello Youthのメンバー。
- GO GO GO ☆ FRIDAY（金曜：15:00 - 15:55、モーリー、新郷桃子) *2021年4月3日スタート[14]。2024年3月までは、柿本里那、田中謙士郎だった。

平日夕方
- 運転手さんちょっと一服…（月 - 金：16:00 - 16:15、ヒーマン、えぐぴー）
- GWINTA CLUB（月 - 金：16:00 - 16:55、月：宮澤謹吾 他）
- ゆうらくウェーブマガジン（木：16:00 - 16:30 DJユウ、石川なおみ）
- のばなしラジオ（月 - 木：16:30 - 17:00）
- のばなしラジオ増刊号（金：16:00 - 17:00）
- 夕方バラエティー 本庄商店（月 - 金：16:00 - 16:55） ? - 2007年9月
- SUNSET BLVD（月 - 金：17:00 - 19:55）
- SUNSET POWER JAM（月 - 木：17:00 - 19:55）? - 2007年9月
- SPJ CHART GrandPrix（金：17:00 - 19:45、DJ Moby）
- Happy Friday（金：17:00 - 19:55、おのくみこ） 2006年4月 - 2007年9月
- チェケラッチョFRIDAY（金：17:00 - 19:00、相越久枝） 2007年10月 - 2009年3月
- Easy Flash!（金：16:00 - 19:00、飯地紀美子・嶋田和孝） 2008年10月 - 2010年4月
- 夕方ラジオ チェケラッチョ（月 - 金：16:00 - 19:00 渕上史貴 ・小松久里子【月】、田代奈々【火】、コガ☆アキ【水】、嶋田和孝【木】、原和正・コガ☆アキ【金】）2007年10月 - 2015年3月
- 知っ得!納得!くらしのヒント!!～佐賀市消費生活センターだより～（第2・第4月曜：18:15 - 18:20、ひぜんりさ）*2022年10月から2月まで放送[15]。

平日夜
- 携帯電波 friends i-land（木：21:00 - 21:55、村上隆二）
- ケイタクのどかしこでんAm（火：21:30 - 21:55、ケイタク）
- 流れ星の上を向いて前を向いて（火：21:30 - 21:55、流れ星）
- Music Discovery（木：20:00 - 20:30、YUYA、SHUNSUKE）
- POP SHOT CLUB（火：21:30 - 21:55、木原慶吾、吉村貴子）? - 2008年3月
- もっと人の話を聞いたほうがいいと思います。（木：21:00 - 21:30、シンディ&マーキー）
- もっと人の話を聞いたほうがいいと思います。II（木：20:30 - 20:55、シンディ&マーキー）? - 2009年3月
- 吉孝・和孝のそこんとこ聞きタカけん（火：20:00 - 20:30、井上吉孝、嶋田和孝）? - 2009年3月
- SKUNK SHOT BOOSTERの BACK STAGE PASS（木：21:00 - 21:30、SKUNK SHOT BOOSTER） ? - 2011年3月
- きはらくんの『WE LOVE MUSIC!』（月：21:00 - 21:55、木原慶吾） 2008年4月 - 2012年3月
- 千綿偉功 Dear my HOME（木：20:30 - 20:55、千綿偉功） 2012年1月 - 2012年3月
- ケイタクの今夜もよかあんびゃ〜♪（木：21:00 - 21:30、ケイタク） 2011年4月 - 2013年3月
- 居酒屋とくまる（木：19:00 - 19:55、德丸英器） 2015年4月 - 9月
- Men Soul（木曜：20:00 - 20:30、YUYA、SHUNSUKE）2021年3月終了O
- バカロックラヂオ（2021年10月-2022年9月 、らんらんみやちか[16][17])[18][19] *2021年10月スタート当初は日曜18:00-18:30だったが2022年4月から2022年9月まで木曜20:00-20:30）
- Bagus Music（火：20:00 - 20:55、ばぐーす長谷川・TOSHIKATSU）2021年9月 - 2023年3月28日[20]

土曜日
- ティアラのワンワンワールド （土：8:00 - 8:25、ティアラ） 2009年8月 - 11月
- ウィーク・エンド・クラシック（土：9:00 - 9:55）
- 釣りよか＆エガちゃんの佐賀よかでしょう（土：9:00 - 9:30、よーらい、江頭勇哉）2021年1月 - 3月 よーらいは釣り動画クリエイター「釣りよかでしょう。」のリーダー。江頭はシンガーソングライター。共に佐賀県在住[注 11]。
- タマヤ・サウンド・ミュージアム（土：12:00 - 12:40）
- いけいけ佐賀市広報!!（土：12:40 - 12:55、石川直美）? - 2011年3月
- クリアボイス・佐賀シティ（土：12:40 - 12:55、角田章裕）2011年3月 - 2020年10月現在放送なし(終了済み・終了時期不明）
- WEEKEND STREETS（土：16:00 - 16:55、唐沢竿、木原友香）
- COUNT MAGIC SAGA（土：18:00 - 18:55）
- JAZZ AROUND WORLD（土：19:00 - 19:55、久間珠土織）
- MIDNIGHT MUSIC KNITTING FACTORY CLUB（土：24:00 - 25:00、木原慶吾）
- モーリーのSaturday RadioAUTO!（土：24:00 - 24:30） 2017年4月1日 -?
- ひぐちグループプレゼンツ # ラジドラ 50 シーズン3 人生が変わる2分30秒!!（土：15:55 - 16:00） *2021年1月スタート。JFN系列九州7局ネット[注 12]。スタート当初は、17:55 - 18:00。2022年1月からシーズン3に。放送時間も現在の時間帯に。2024年1月からはシーズン4としてFM福岡のみの放送に。当局を含むJFN九州各局のネットは特番のみに[21]。
- Breathing BUDS presents Music House「つぼみん家」（土曜：19:45 - 19:55）

日曜日
- EVNING RISE（日：18:30 - 18:55）
- DKK for the future ～未来へ～（最終日曜：19:00 - 19:55、MIKIO[注 13]、川口まゆ）*2020年3月、『MIKIO for the future ～未来へ～』のタイトルでスタート（当時のアシスタントは中山直美）。同年9月よりJFN系列13局[注 14]での放送を開始し、現タイトル・出演者での放送となる 。さらに同年11月からはTOKYO FM を除くJFN系列37局にネットを拡大。TOKYO FMでも同月より不定期で放送され、JFN地方局（FM大阪を除く）制作として珍しいフルネットでの放送となった[注 15]。
- フランシュシュ2号の佐賀がサガであるために From ゾンビランドサガ リベンジ（日：22:00 - 22:30、田野アサミ）2021年4月 - 6月
- 今日からできる！こころのケア ～ふくらすずめの時間～（第4日曜：16:55 - 17:00） 2021年10月 - 2022年3月
- 没後150年特別ラジオドラマ 島義勇～札幌の礎を築いた男～（第3日曜：18:00 - 18:30、神尾晋一郎ほか) *2025年1月19日、2月16日、3月16日に放送[22]。エフエム北海道（AIR-G）にもネット。

## アナウンサー

### 現在
- 飯地紀美子
- 香月誠司

### 過去
- 小野久美子（現・おのくみこ）
- 牟田雄一郎（現・YUYA）
- 千葉敬子
- 大塚勝也

## 特別番組・主催イベントなど
- 佐賀市で開催される佐賀インターナショナルバルーンフェスタ会場での公開ライブを特別番組として放送している。
- 毎年8月の命日にあわせエルヴィス・プレスリーの特別番組を放送している。
- 「ESSENCE」のタイトルでライブイベントを年数回開催している。
- 2025年1月1日、1:00 - 6:00まで当局初の深夜の長時間生放送特番『IT'S 正（Show）Time！～年明け早々、生放送～』を放送した[23]。

## 不祥事
2010年10月、夕方の番組内でスポンサーが販促用に提供した新商品をリスナーにプレゼントすると告知していたが、実際には約1年にわたり発送していなかったことが発覚した。番組内では「当選者には発送をもって発表」などと説明していた。同社は朝日新聞社の取材に対し「単純なミス」と事実を認めた。